# Kily Álvarez
David Álvarez Aguirre (Avilés, 5 februari 1984), voetbalnaam Kily Álvarez, is een Spaans-Equatoriaal-Guinees voetballer. Hij speelt als verdediger bij UP Langreo en het Equatoriaal-Guinees nationaal elftal.

## Clubvoetbal
Kily Álvarez begon als clubvoetballer in de jeugopleiding van Real Oviedo. In het seizoen 2004-2005 debuteerde de verdediger in het eerste elftal van de club. Na periodes bij verschillende clubs in de lagere divisies van het Spaanse profvoetbal speelt Kily Álvarez sinds 2010 bij UP Langreo, dat uitkomt in de Tercera División.

## Nationaal elftal
Kily Álvarez debuteerde in 2008 voor het Equatoriaal-Guinees nationaal elftal. Hij behoorde tot de selectie voor de African Cup of Nations 2012, waarvan Equatoriaal-Guinea samen Gabon gastland was. Kily Álvarez had een belangrijke rol in de tweede wedstrijd van het toernooi, waarin met 2-1 gewonnen werd van Senegal. Eerst werd een voorzet van hem door Iban Iyanga binnengekopt en in de toegevoegde tijd van de tweede helft maakte Kily Álvarez het winnende doelpunt met een schot van afstand. Met de overwinning op Senegal werd plaatsing voor de volgende ronde van het toernooi bereikt.